# Northport (Île-du-Prince-Édouard)
Pour les articles homonymes, voir Northport.
Northport est une communauté incorporée enclavée dans le Lot 5 sur l'Île-du-Prince-Édouard, au Canada, à l'ouest d'Alberton.